# Antonio Raimondi (província)
Antonio Raimondi é uma província do Peru localizada na região de Ancash. Sua capital é a cidade de Llamellin.

## Distritos da província
- Aczo
- Chaccho
- Chingas
- Llamellin
- Mirgas
- San Juan de Rontoy